# 雅茅斯港 (麻薩諸塞州)
雅茅斯港（英語：Yarmouth Port）是位於美國麻薩諸塞州巴恩斯特布爾縣的一個普查規定居民點。

## 人口
根據2020年美國人口普查的數據，雅茅斯港的面積為16.78平方千米，當中陸地面積為16.59平方千米，而水域面積為0.19平方千米。當地共有人口5403人，而人口密度為每平方千米321.99人。